# Йордан Капсамунов
Йордан Христо Капсамунов е български политик, кмет на Стара Загора от 1952 до 1962 г.

## Биография
Роден е на 30 декември 1907 г. в с. Хан Аспарухово. Основно образование получава в родното си село, а след това учи в село Оряховица. Средно образование получава в Старозагорската мъжка гимназия, а после отива в Казанлък, където завършва местното педагогическото училище. От есента на 1929 г. до май 1930 г. е в Школата за запасни офицери в Княжево. След уволнението се прибира в родното си село и работи като учител, но поради левите си убеждения е принуден да напусне. Заминава за Истанбул, където учи стоматология от 1933 г. до 1937 г. Сред завръщането си в България прави зъболекарски кабинет в родното си село.
През 1936 година се жени за Златка Капсамунова. От брака си с нея има дъщеря Христина Капсамунова. От 1 септември 1941 до 12 февруари 1942 г. е интерниран в лагера Еникьой заради комунистическите си убеждения. По това време е член на Старозагорския комитет на БКП. През март 1944 г. след мобилизация е изпратен като зъболекар в 20-а трудова дружина в Беломорска Тракия.
От 9 септември 1944 до 30 септември 1945 г. е околийски началник на милицията в Стара Загора. След това преминава във военния отдел на Областния партиен комитет като инструктор. От Областния комитет го пращат в Областната дирекция за заместник-директор, където остава до закриването на службата през 1947 г. Бил е председател на Околийския народен съвет (1947 – 1950). От 1950 до 1952 г. е генерален консул в Истанбул. Съдейства за ремонта на изгорялата сграда на старата Екзархия и църквата „Свети Стефан“.

## Мандат
Кмет на Стара Загора в 3 мандата:
- 23 декември 1952 – 12 февруари 1956 г.
- 22 февруари 1956 – 5 април 1959 г.
- 5 април 1959 – 7 март 1962 г.

От март 1962 г. до пенсионирането си в началото на 1965 г. е заместник-директор на Азотно-торовия завод в Стара Загора.
По време на неговия кметски мандат започва строителството на главен водопровод през 1953 г. от района на село Дунавци, който е завършен на 11 декември 1955 година. Той преминава през 11-километров тунел под Средна гора и захранва ВЕЦ-Стара Загора. Обектът е изграден от поделенията на трудови войски. Изгражда се канализацията на града, преустрояват се минералните бани над града, построяват се хотел „Верея“, хиподрумът, колодрумът се бетонира. През 1955 г. започва строежът на стадион „Берое“. Значителни сили през трите мандата са вложени в обновяване базата на културните институции. През 1955 – 1956 г. се построяват Лятното кино и Летният театър на Аязмото. Ремонтиран е театърът и читалищата „Климент Охридски“ и „Съгласие“, надстроено е читалище „Родина“. Сградата на национализираното еврейско училище е преустроена и на 3 април 1955 г. там е открита Окръжна библиотека. Открита е къща музей „Гео Милев“ (1953), картинна галерия (1960), нова експозиция на Историческия музей. Създаден е самодеен куклен театър (1957), който няколко години по-късно прераства в професионален. Откриват се нови училища – Пето основно училище, Ветеринарен техникум, Институт за усъвършенстване на учители и Народна астрономическа обсерватория 1961 г., а през 1954 г. – аерогара Стара Загора. Важно направление в благоустройствените дейности е подобряването на съществуващата улична мрежа и изграждането на нови паркове и градини, като езерото в Станционната градина и езерото на р. Бедечка с прилежащия му парк. Благодарение на неговите усилия се стига и до изграждането на Азотно-торовия завод.
През 1957 г. Стара Загора се побратимява с гр. Куйбишев (дн. Самара) по време на тържествата свързани с отбелязването на 80-годишнината от боевете за града по време на Руско-турската война от 1877 – 1878 г.
По идея на кмета е изработен първият герб на Стара Загора от художника Димитър Караджов.

## Признание и награди
Става почетен гражданин на Стара Загора през 1986 година. Носител е на орден „Народна република България“ – първа, втора и трета степен, Орден „9-и септември“ – първа, втора и трета степен и орден „Георги Димитров“. В града до комплекс „Езерото“ се намира парк „Йордан Капсамунов“, в който е поставена паметна плоча.
Умира от инсулт на 27 октомври 1991 г. в Стара Загора.
През 2007 г. е издадена книгата му „Спомени“.